# Deparia albosquamata
Deparia albosquamata là một loài thực vật có mạch trong họ Woodsiaceae. Loài này được (M. Kato) Nakaike miêu tả khoa học đầu tiên năm 1992.